# Lê Trọng Nghĩa
Lê Trọng Nghĩa (1922 – 22 tháng 2 năm 2015) là đại biểu Quốc hội khóa I, sĩ quan Quân đội nhân dân Việt Nam, hàm Đại tá, nguyên Chánh văn phòng Quân ủy Trung ương, Bộ Quốc phòng và Cục trưởng Cục Quân báo, Bộ Tổng Tham mưu (1960-1962), nguyên thư ký của Đại tướng Võ Nguyên Giáp. Tháng 2/1968, ông bị an ninh bắt vì cho là có liên quan đến "nhóm Xét lại", ông bị giam và cải tạo lao động từ năm 1968 đến 1976.

## Thân thế và sự nghiệp
- Ông sinh năm 1922, từng mang các tên Đoàn Xuân Tín, Lê Ngọc và sau cùng là Lê Trọng Nghĩa. Trong đó, Lê Trọng là tên của người thầy giáo đầu tiên của ông, còn Nghĩa với ý là khởi nghĩa. Ông xuất thân là một sinh viên khoa Luật, thông thạo nhiều thứ tiếng.
- Ngày 10 tháng 3 năm 1945, ông được giao trách nhiệm bảo vệ "thượng cấp" Trần Đăng Ninh trèo tường vượt ngục Hỏa Lò. Ngay sau đó, ông được Lê Đức Thọ giao nhiệm vụ cùng ông Vũ Quý sang Dân chủ Đảng (và từng là ủy viên TW của Đảng này) nắm tình hình lực lượng trí thức, sinh viên.
- Ngày 19 tháng 8 năm 1945, ông là Ủy viên Ủy ban Khởi nghĩa Hà Nội khi mới 23 tuổi, đóng vai trò lớn trong Tổng khởi nghĩa Hà Nội. Theo ông Nguyễn Minh Cần, cựu Ủy viên Thường vụ Thành uỷ Hà Nội, ông Nghĩa lúc bấy giờ thay mặt cho Việt Minh đã thảo luận 5 lần với chính phủ Trần Trọng Kim.[5] Ông cũng tiếp xúc với đại diện Tướng Tsuchihashi Yuitsu (1891 – 1975) Tổng tư lệnh quân đoàn 38 phòng thủ Đông Dương để tranh thủ sự ủng hộ ngầm của quân đội Nhật do đó Nhật không đàn áp Việt Minh. Nhờ sự can thiệp của những nhân vật từng tiếp xúc với ông Lê Trọng Nghĩa là ông chủ tịch Hội Hữu nghị Nhật – Việt và nhân viên tình báo Lý Hán Tân, Nhật cho phép Việt Nam Giải phóng quân được vào Hà Nội giúp Việt Minh giành chính quyền khai sinh ra nước Việt Nam Dân chủ Cộng hòa.[6]
- Ngày 20 tháng 8 năm 1945, ông được nhận chức Ủy viên Ủy ban Nhân dân cách mạng lâm thời Trung ương.
- Kháng chiến bùng nổ, ông được nhận chức Chánh Văn phòng Bộ Quốc phòng.
- Năm 1950, ông được thăng quân hàm lên Đại tá, Cục trưởng Cục Quân báo khi 28 tuổi và trở thành trợ tá của Đại tướng Võ Nguyên Giáp, nhất là trong trận Điện Biên Phủ.[7]
- Năm 1954, trong Sở chỉ huy tại mặt trận Điện Biên Phủ, ông tiếp tục phụ trách cơ quan Quân báo của quân đội khi 32 tuổi[8]
- Năm 1960, ông trở lại với cương vị là Cục trưởng Cục Quân báo, Bộ Tổng Tham mưu thay cho ông Trần Hiệu
- Năm 1962, ông thôi giữ chức Cục trưởng Cục Quân báo, Bộ Tổng Tham mưu[9]
- Năm 1962 đến năm 1967, ông là thư ký cho tướng Võ Nguyên Giáp.
- Tháng 2/1968, ông bị an ninh bắt vì cho là có liên quan đến "nhóm Xét lại", ông bị giam và cải tạo lao động từ năm 1968 đến 1976.

## Nhận định về tướng Võ Nguyên Giáp
- "Ông Giáp mất có tác động rất sâu sắc đến tâm hồn, tình cảm của tôi. Sự ra đi của ông Giáp là tiếng chuông rất quan trọng để nhắc nhở tôi là phải nhớ đến và làm theo tấm gương của ông suốt đời kiên trì vì nền hòa bình, độc lập của nước nhà"
- "Với tôi, ông Giáp là người đóng góp có tính chất quyết định cho việc xây dựng đất nước Việt Nam độc lập và thống nhất ngay từ những ngày đầu"